# Biserica Sfânta Filofteia și Sfântul Nicolae din Valea Danului
Biserica Sfânta Filofteia și Sfântul Nicolae este un ansamblu de monumente istorice aflat pe teritoriul satului Valea Danului; comuna Valea Danului, județul Argeș.
Ansamblul este format din următoarele monumente:
- Biserica „Sf. Filofteia”, „Sf. Nicolae”  (cod LMI AG-II-m-B-13828.01)
- Turn clopotniță (cod LMI AG-II-m-B-13828.02)
- Zid de incintă cu turnuri (cod LMI AG-II-m-B-13828.03)

## Istoric și trăsături
Lăcașul de cult este ctitoria primului episcop al Argeșului, Iosif și a iconomului Mănăstirii Curtea de Argeș, Meletie la data de 1 octombrie 1811. Demn de menționat este că s-a ridicat această biserică pe cheltuiala celor doi evlavioși călugări. Biserica are un plan trilobat, cu turla deasupra naosului și pridvor, sprijinit pe patru stâlpi de cărămidă, în fața pronaosului. Sub streașină biserica are un brâu, mult înălțat, spațiul rămas fiind fragmentat sub forma unui sir de firide, zugrăvite cu sfinți.
Trei lucruri atrag atenția asupra acestei biserici: tâmpla de lemn, care a aparținut odinioară Mănăstirii Argeșului, rânduielile sau poruncile arhierești de pe pisania lăcașului, biserica însăși cu clopotnița-turn. Catapeteasma a fost făcută pe vremea lui Șerban Cantacuzino, la 1682, când a fost renovată Biserica Episcopală de la Curtea de Argeș. După cutremurul din 1802, Episcopul Iosif repară mănăstirea, iar în 1912, când se face o nouă tâmplă, vechea tâmplă o aduce la ctitoria sa din Valea Danului. Biserica este așezată în mijlocul unei curți mari, înconjurată cu ziduri de piatră și având la intrare un puternic turn clopotniță. Două aripi triunghiulare de zid, ca doi contraforți, acoperite ca și clopotnița cu șindrilă, proptesc de o parte și de alta, zidul din fața turnului. La Valea Danului în clopotniță a funcționat o școală de grămătici, o „filială” a mânăstirii, unde își făceau ucenicia într-ale scrisului caligrafi, copiști, miniaturiști dar și citeți, dieci, preoți și călugări pentru nevoile satelor.

## Imagini

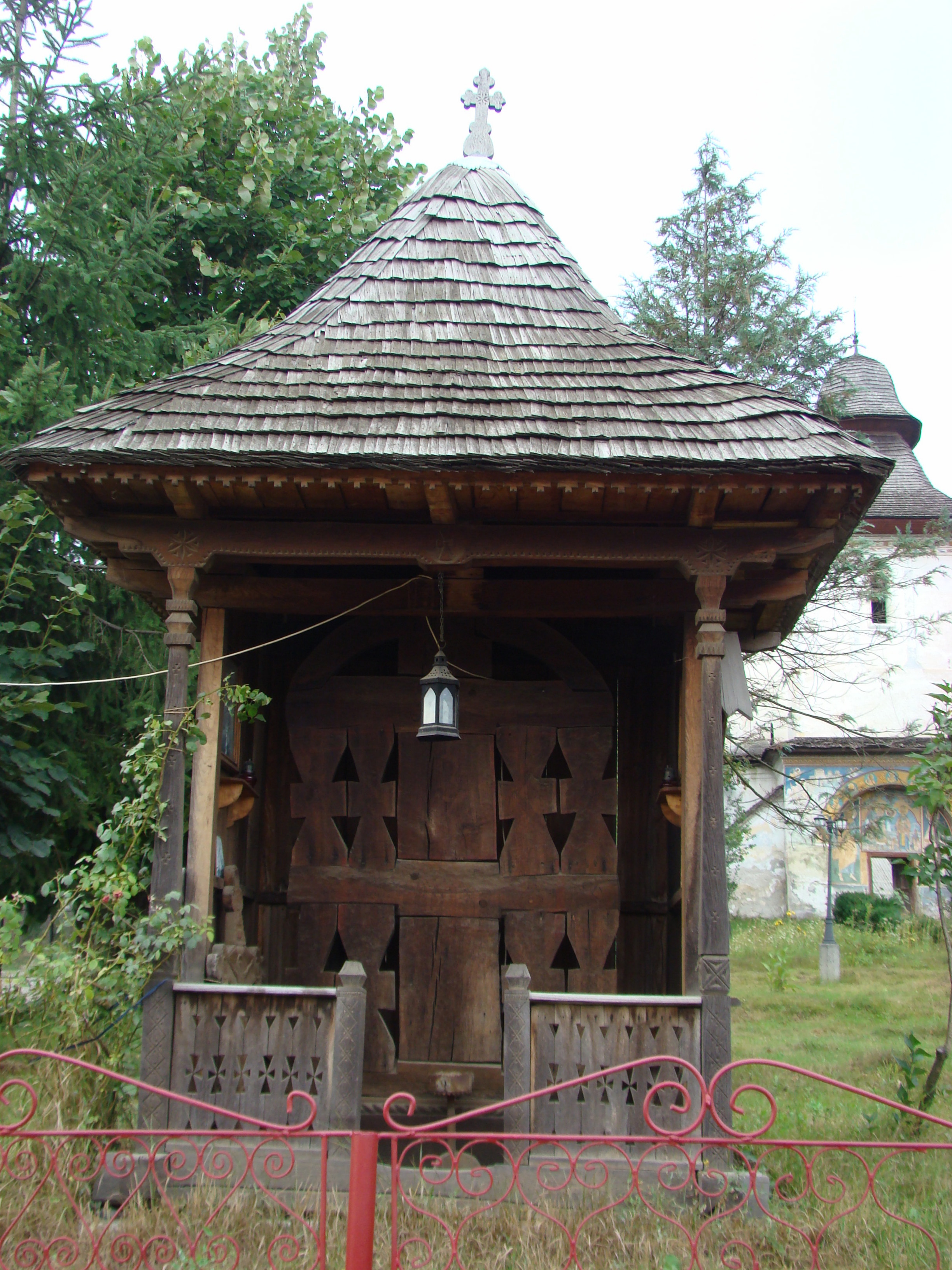
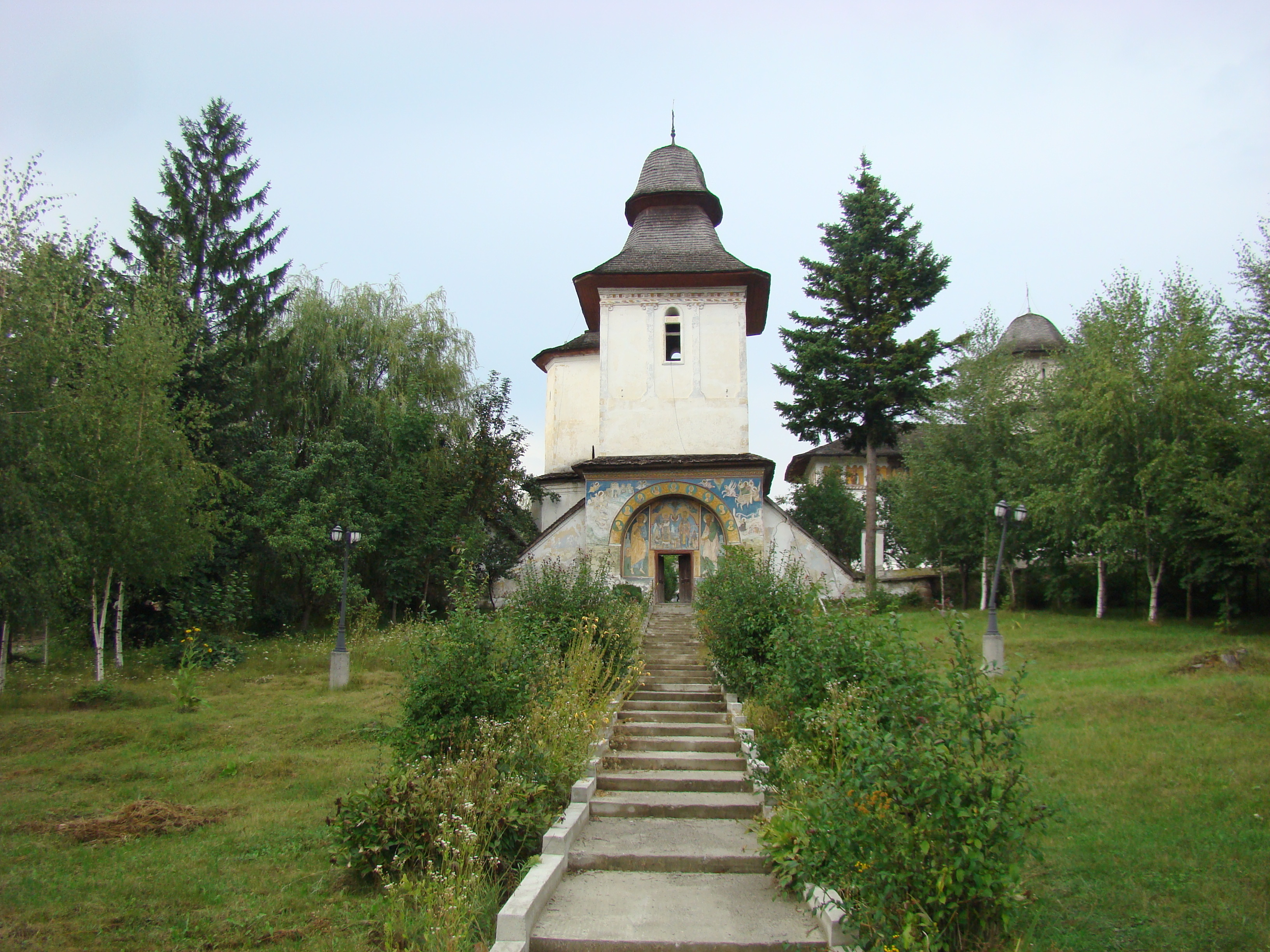
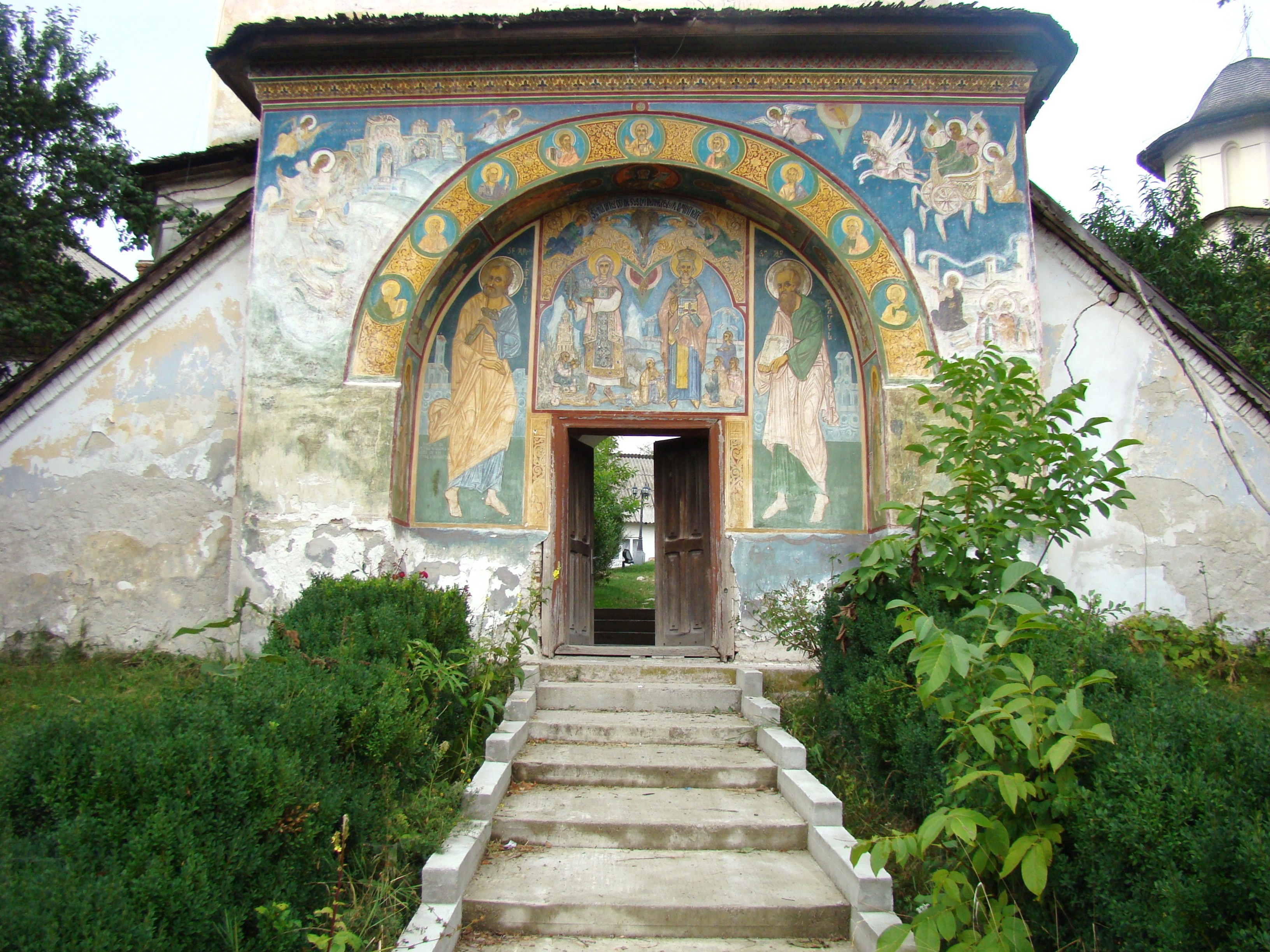
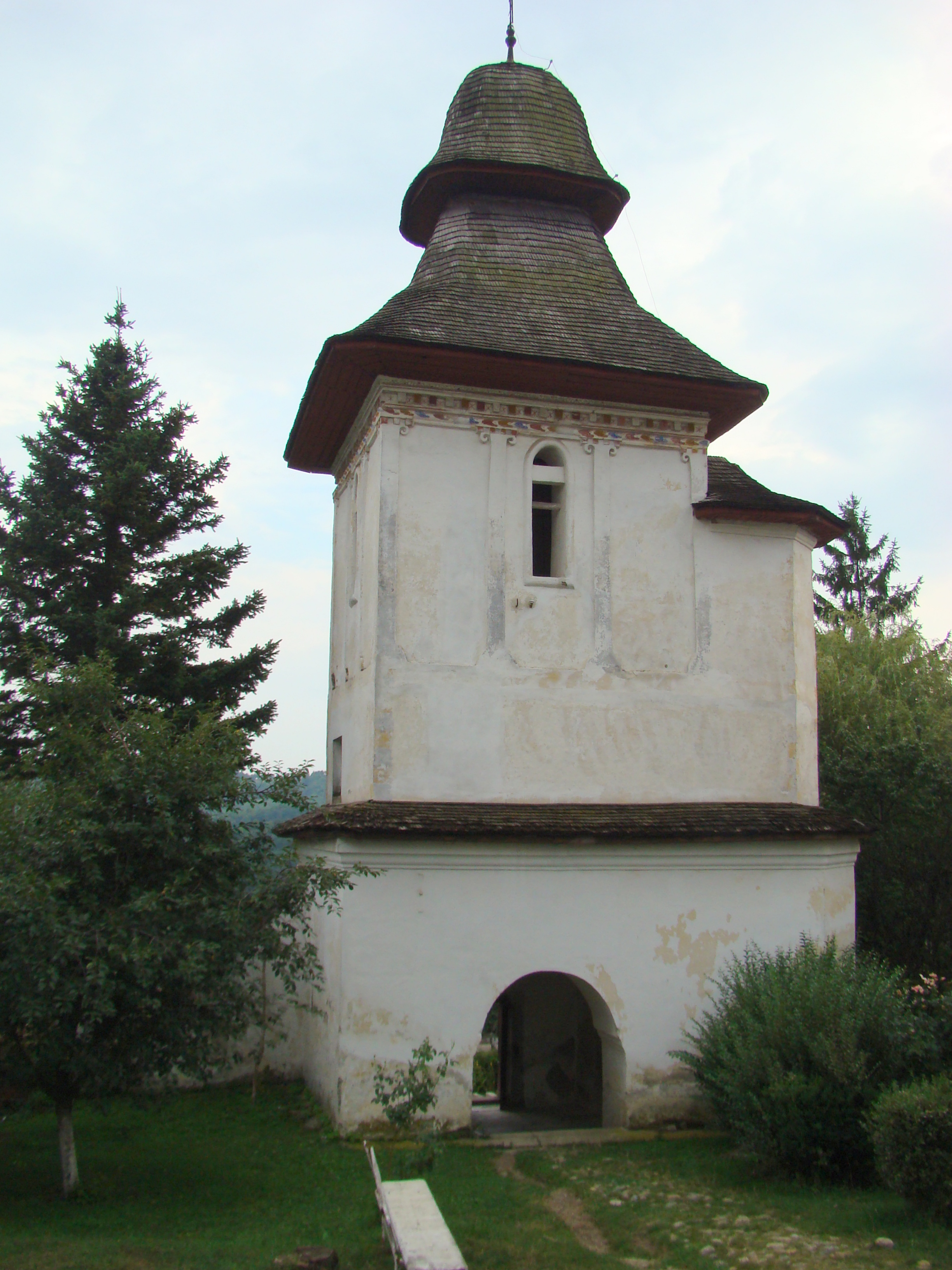
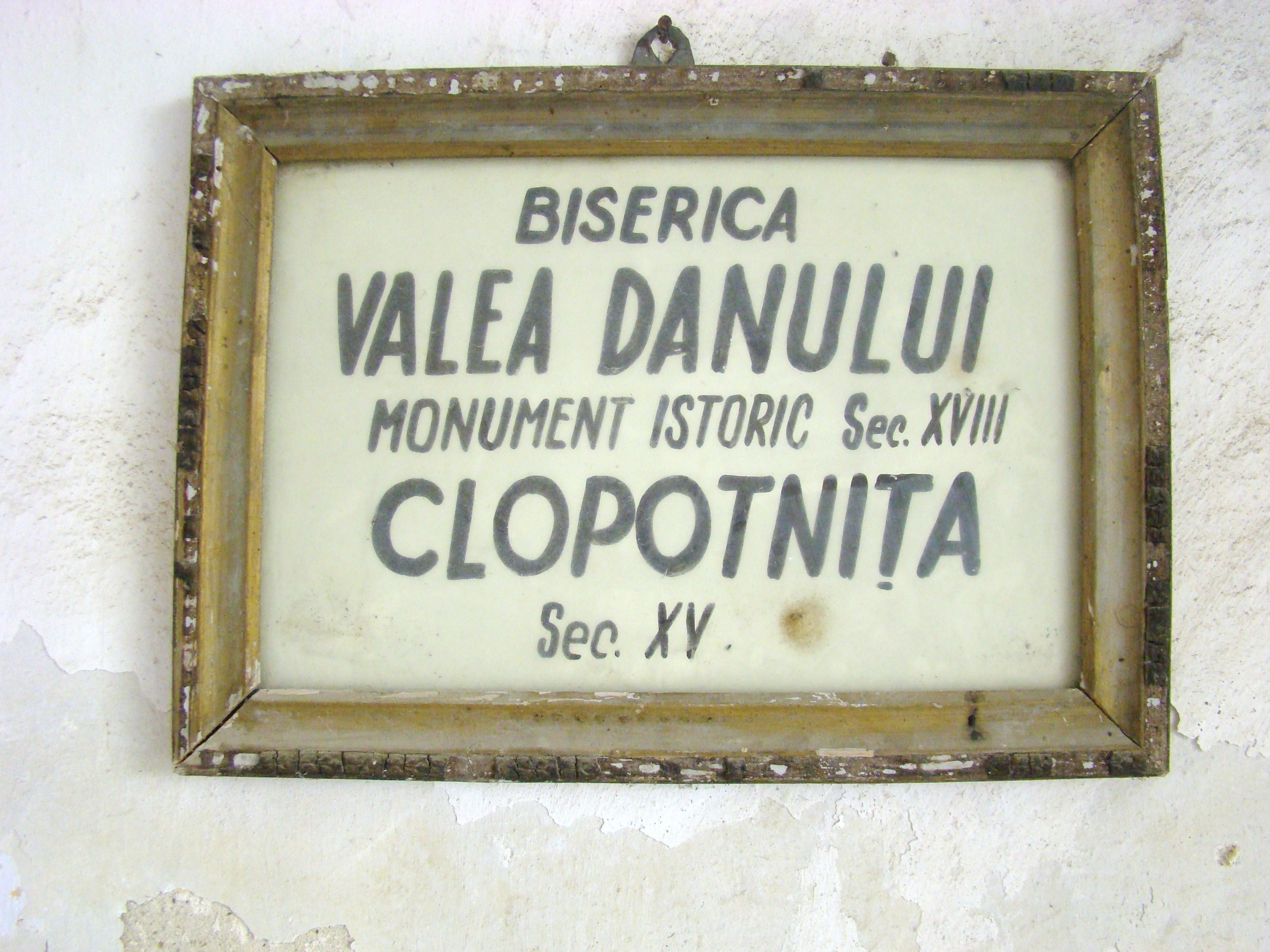
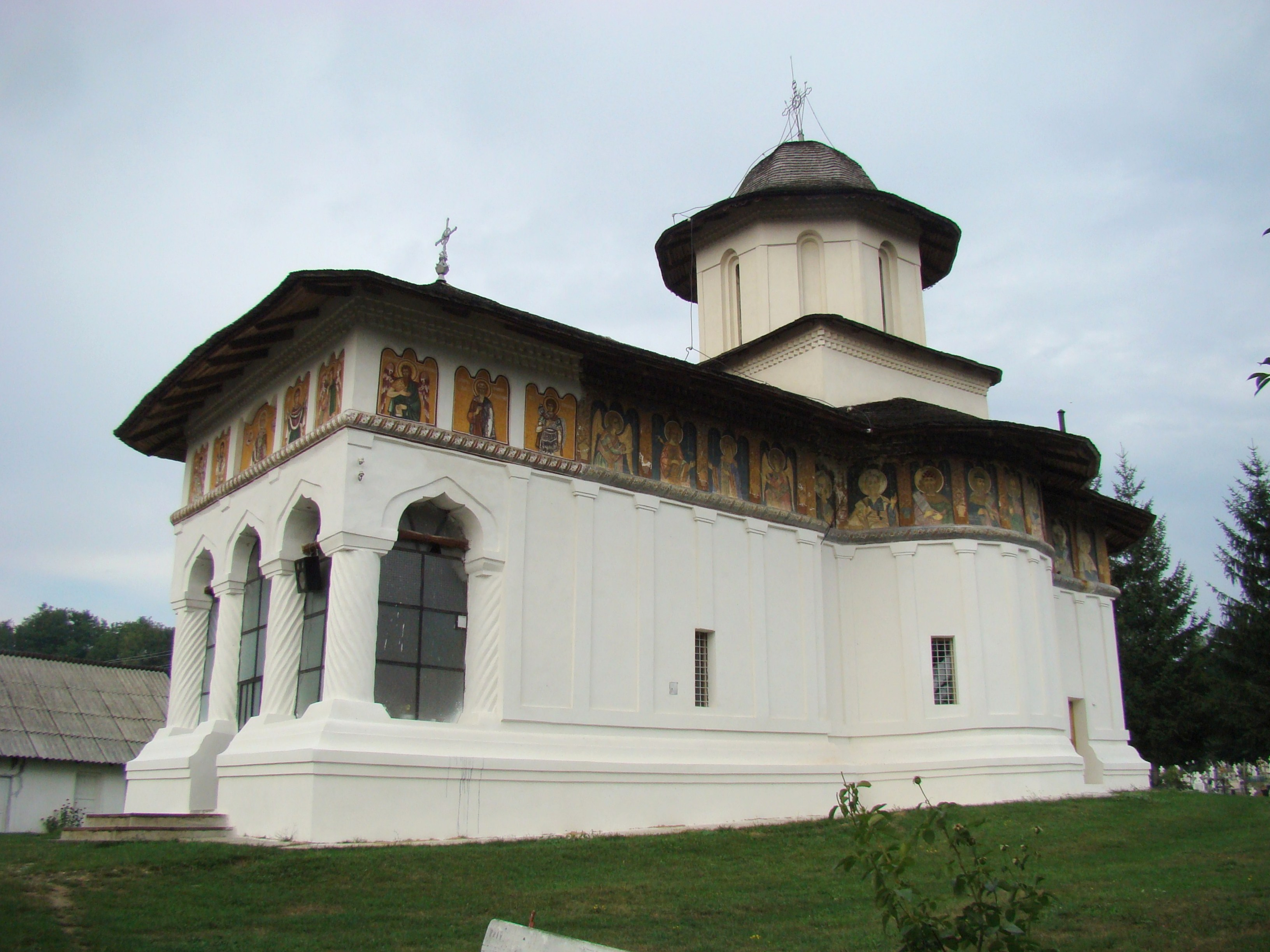
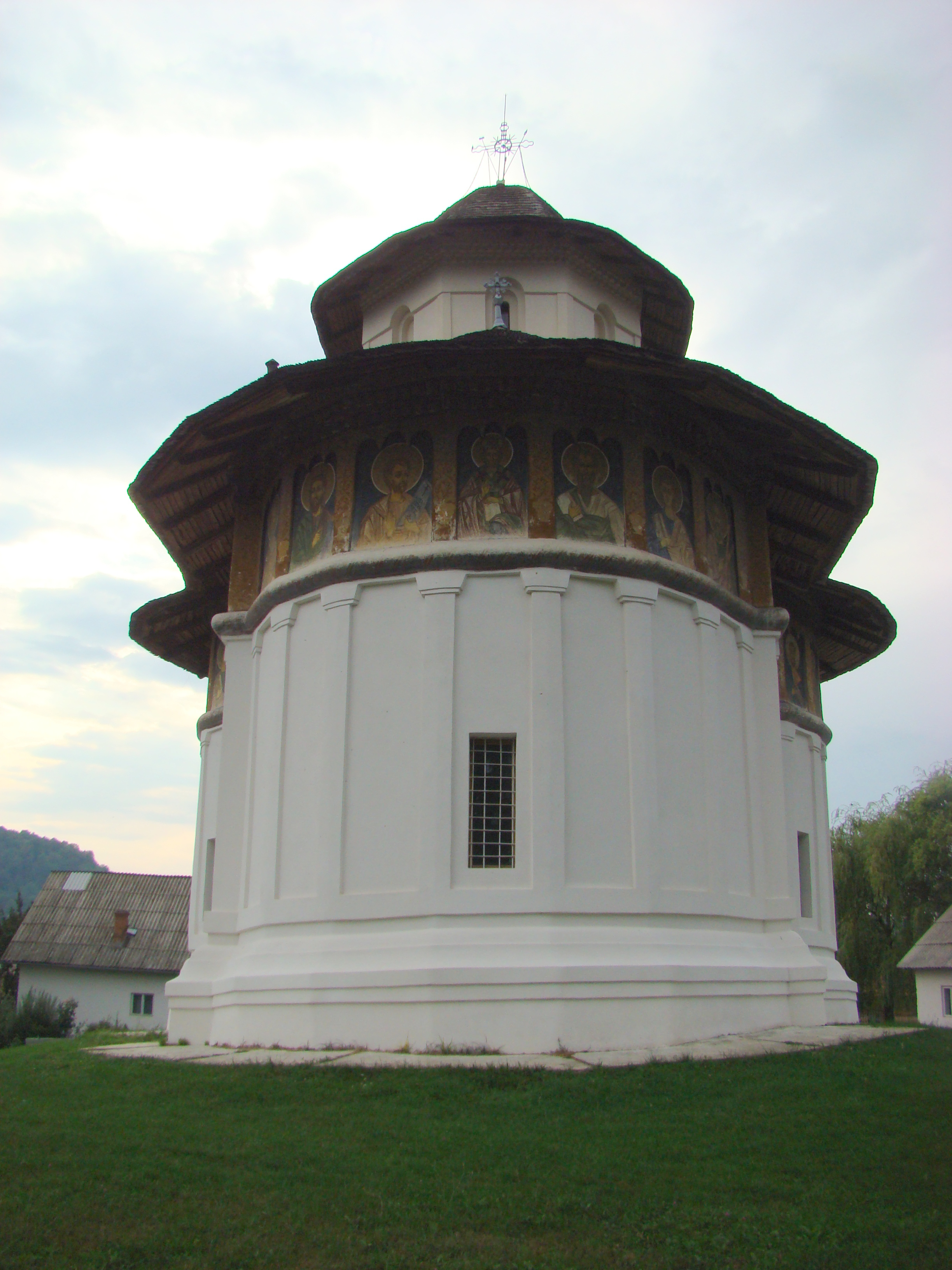
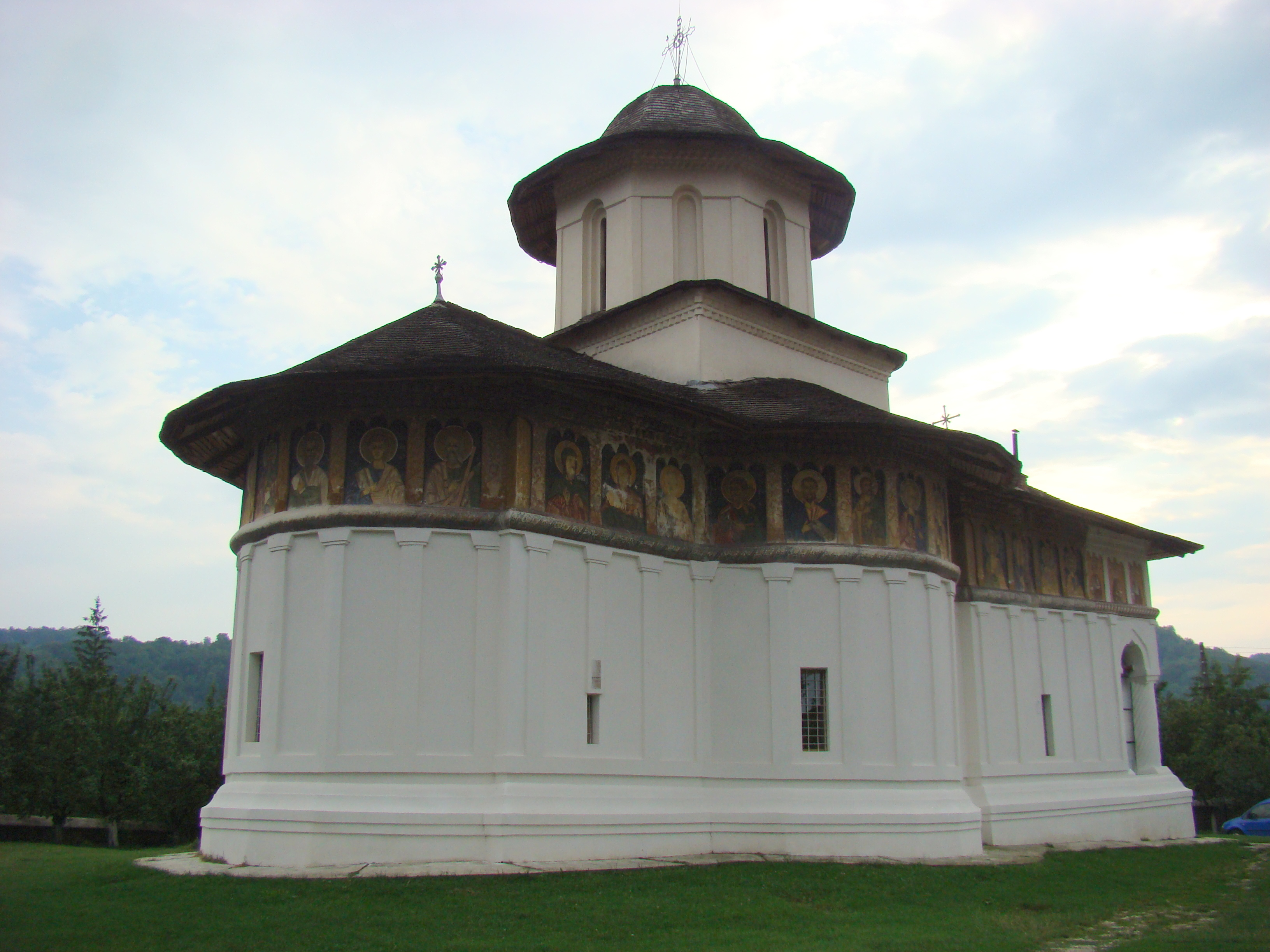
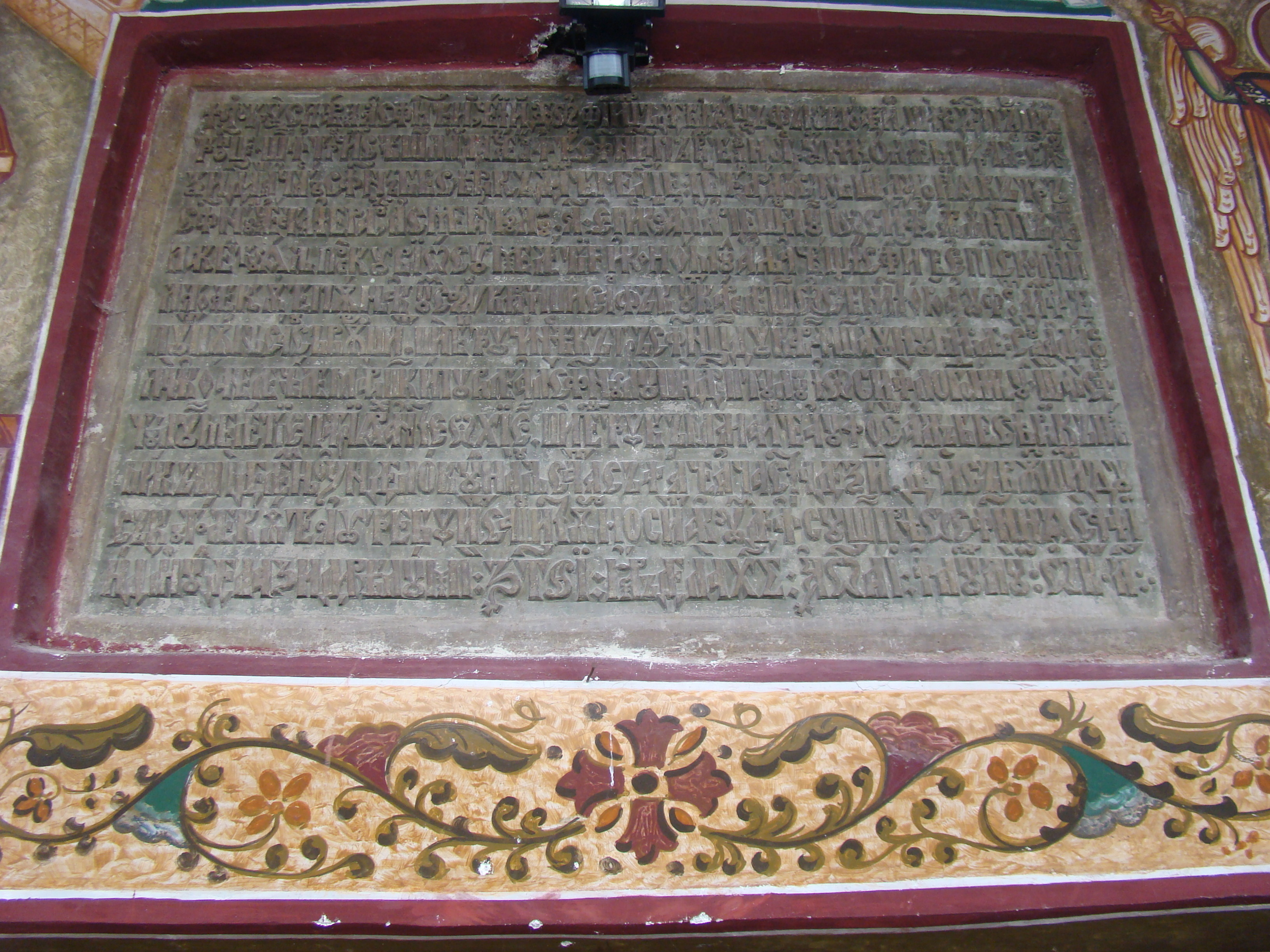
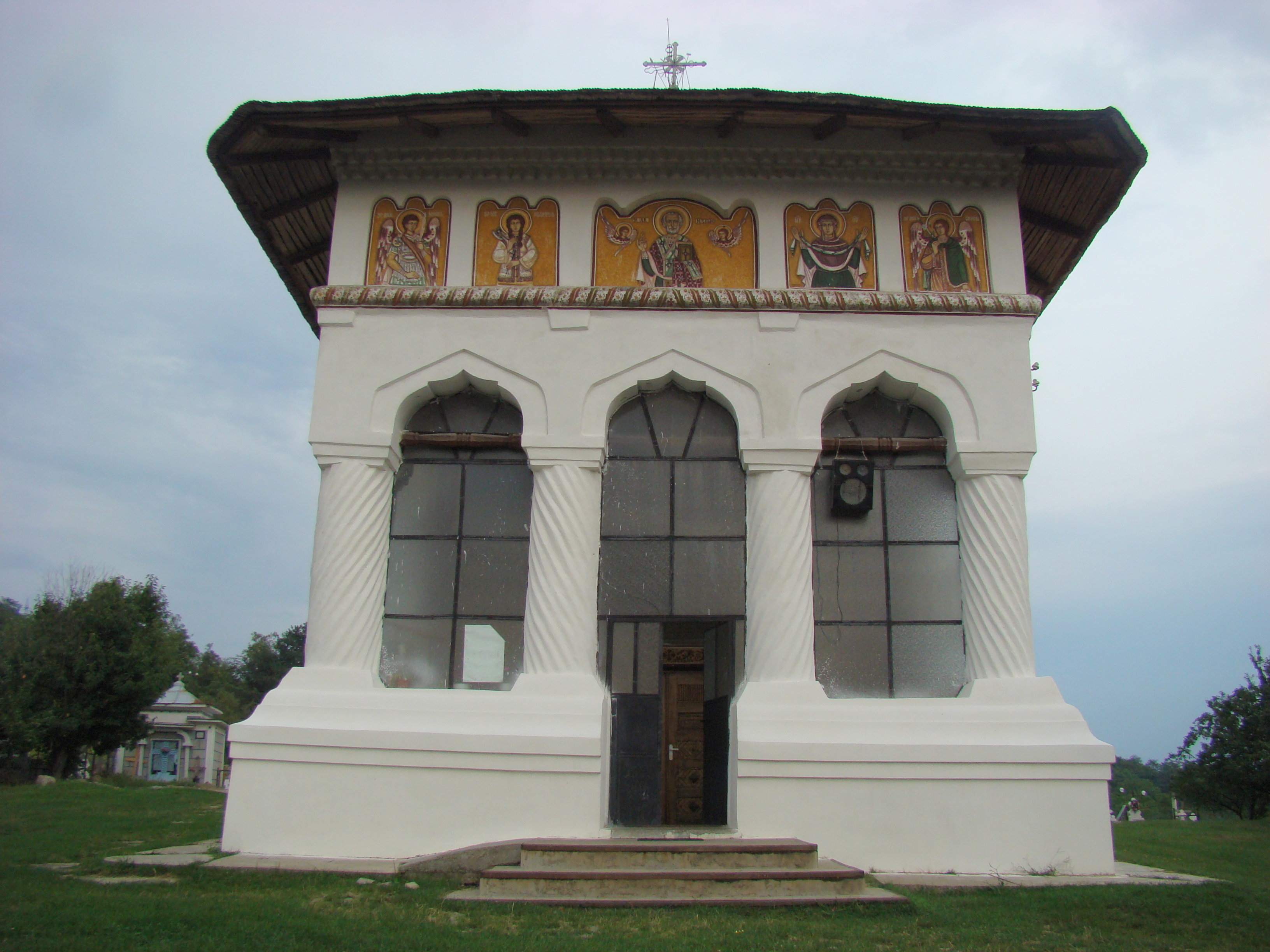
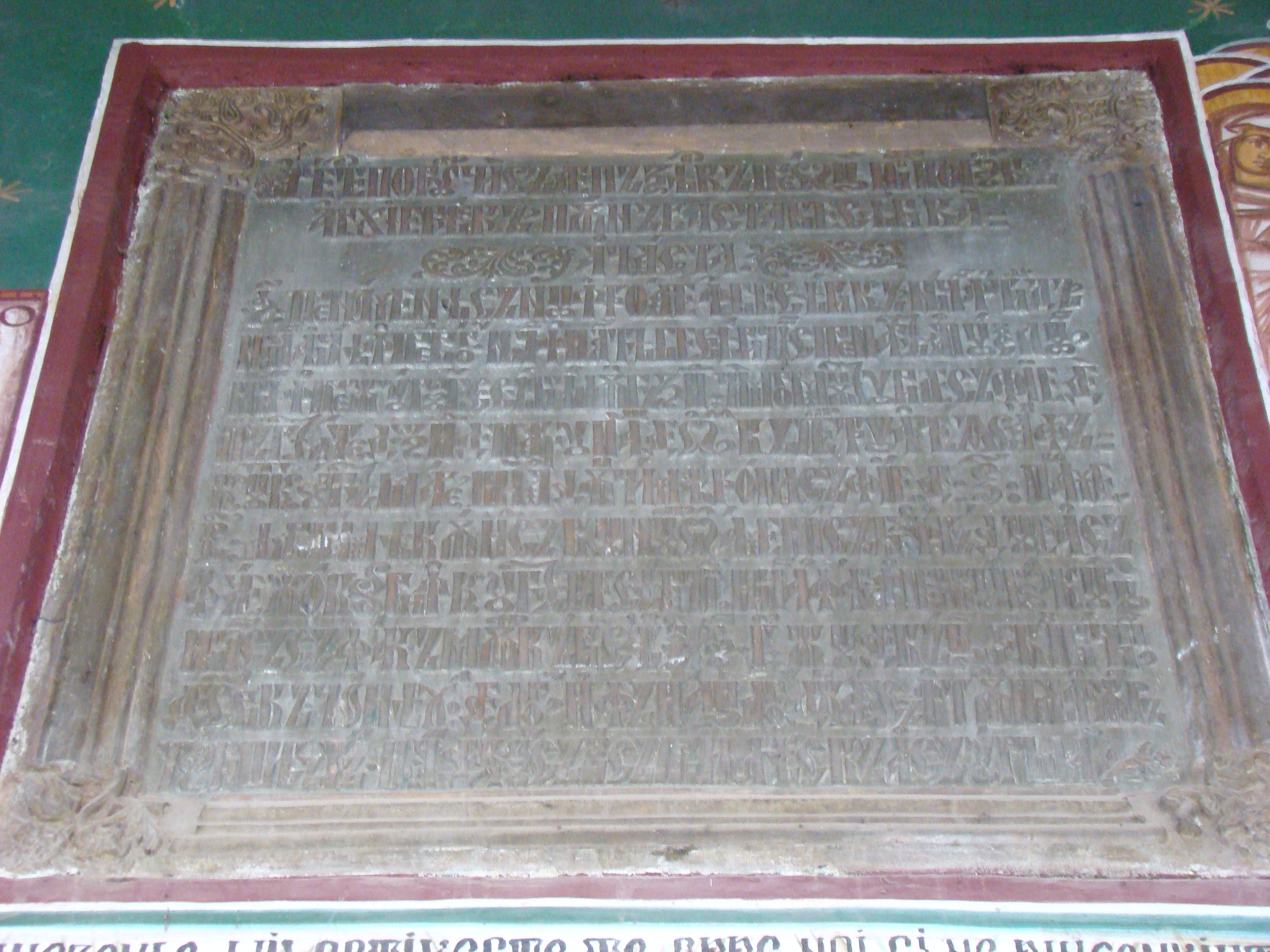
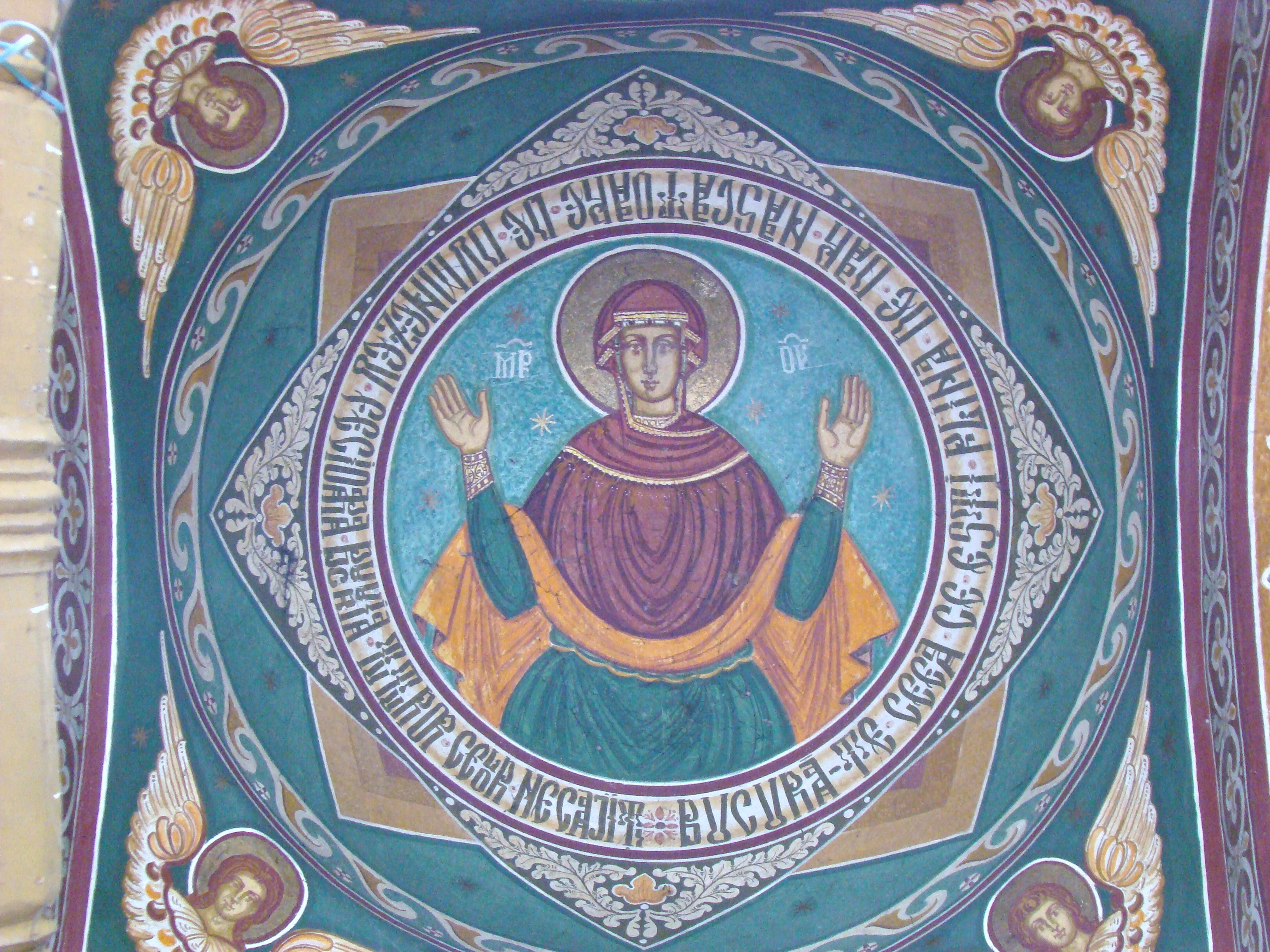
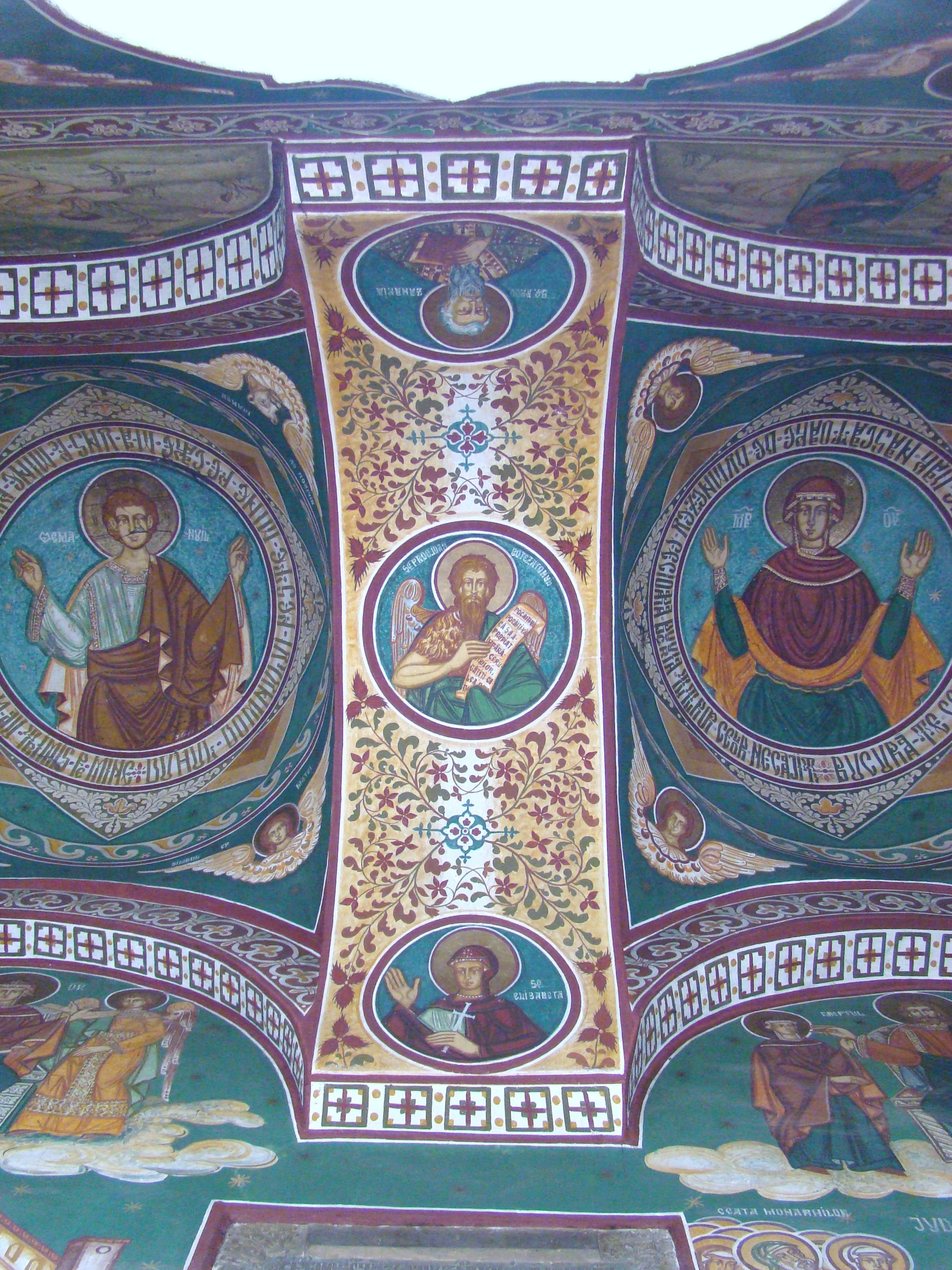
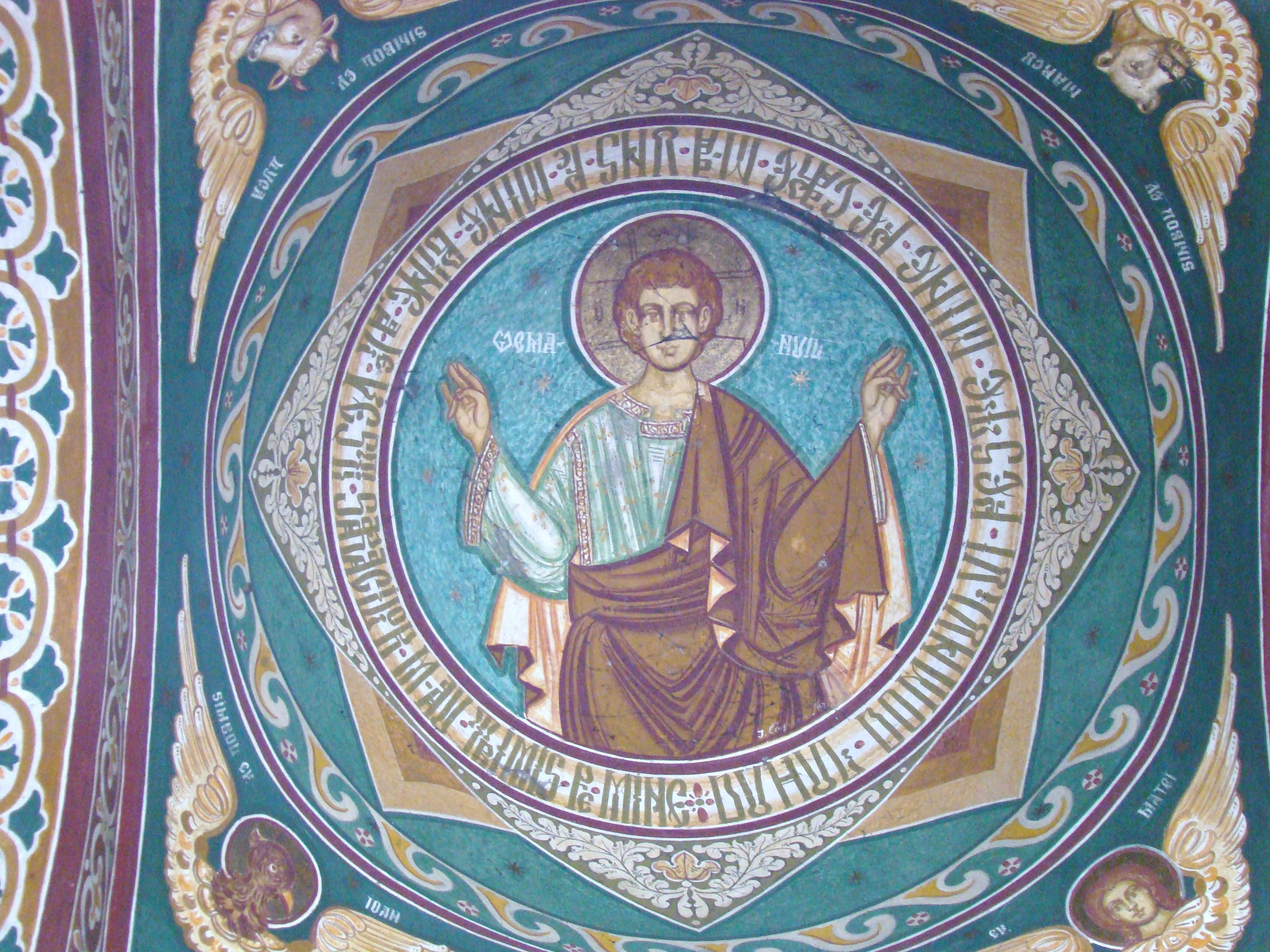
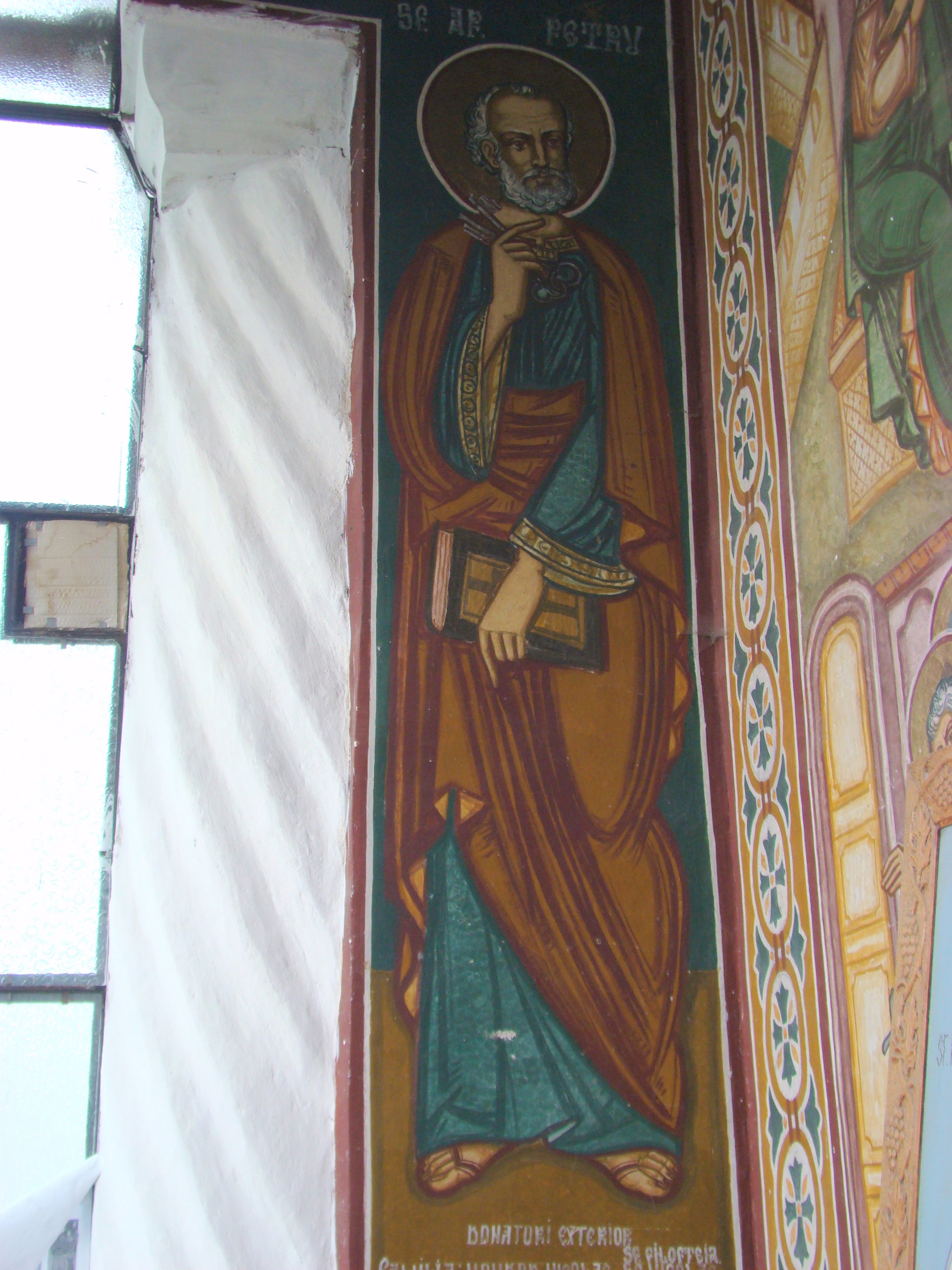
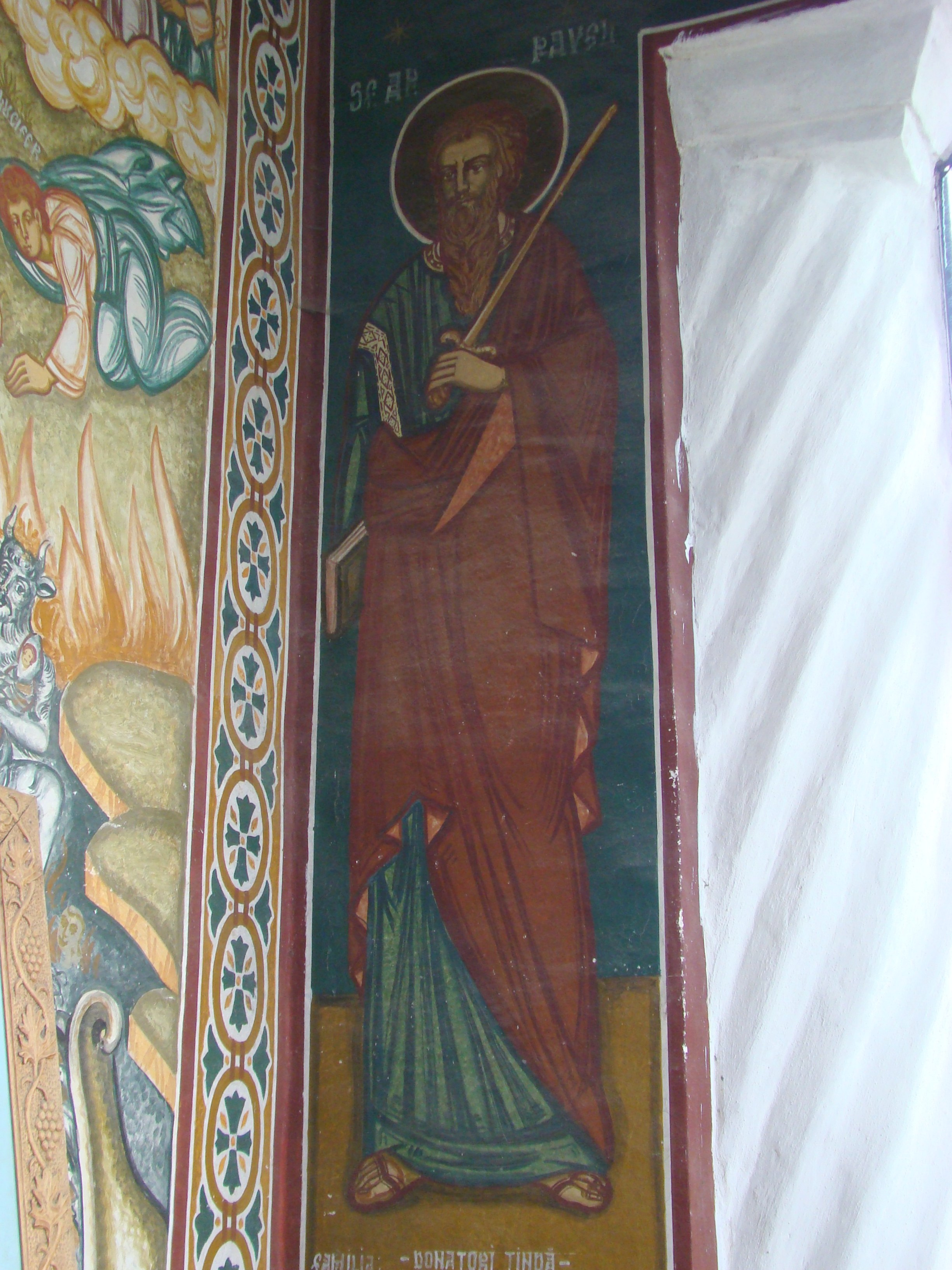
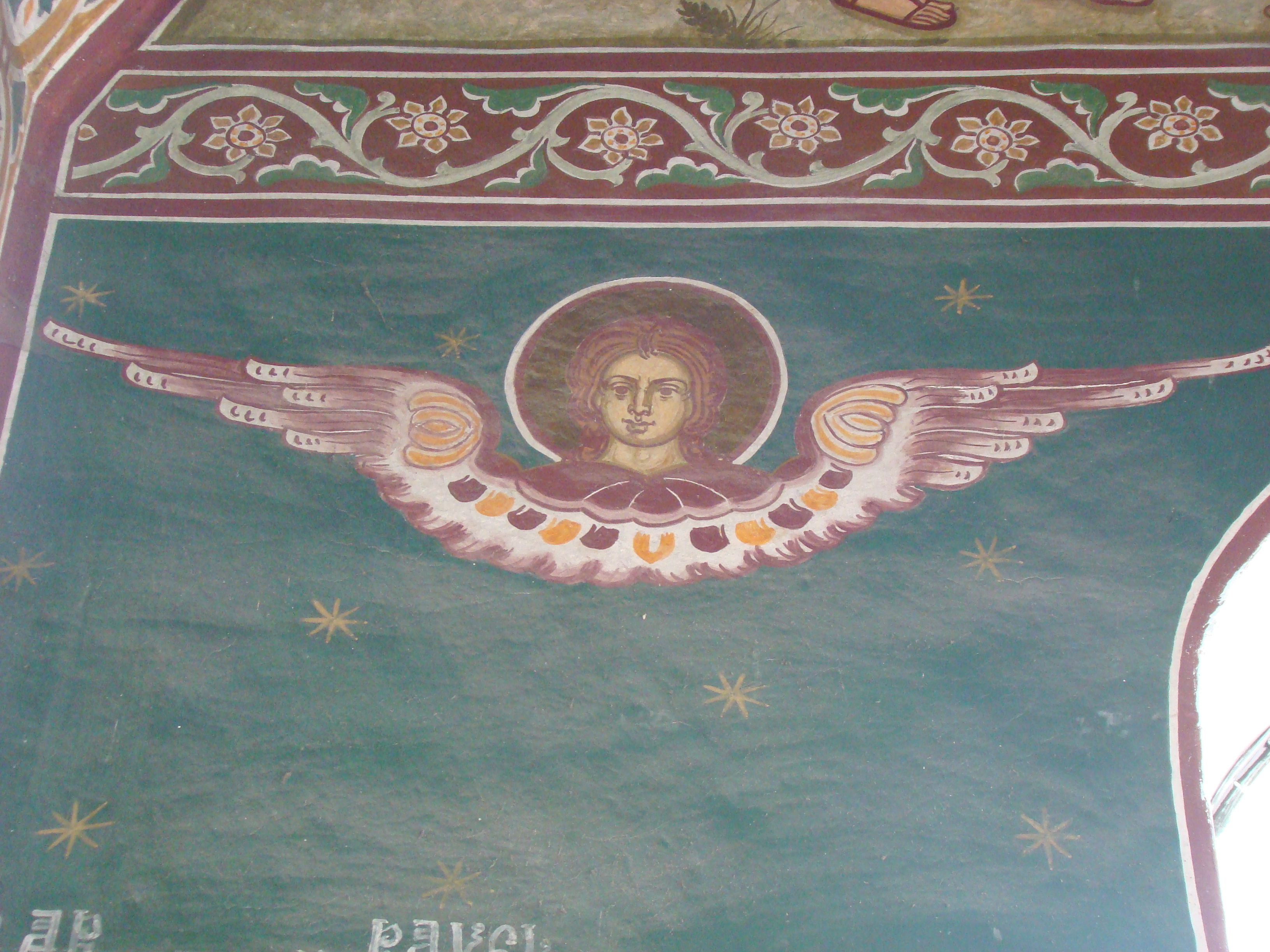
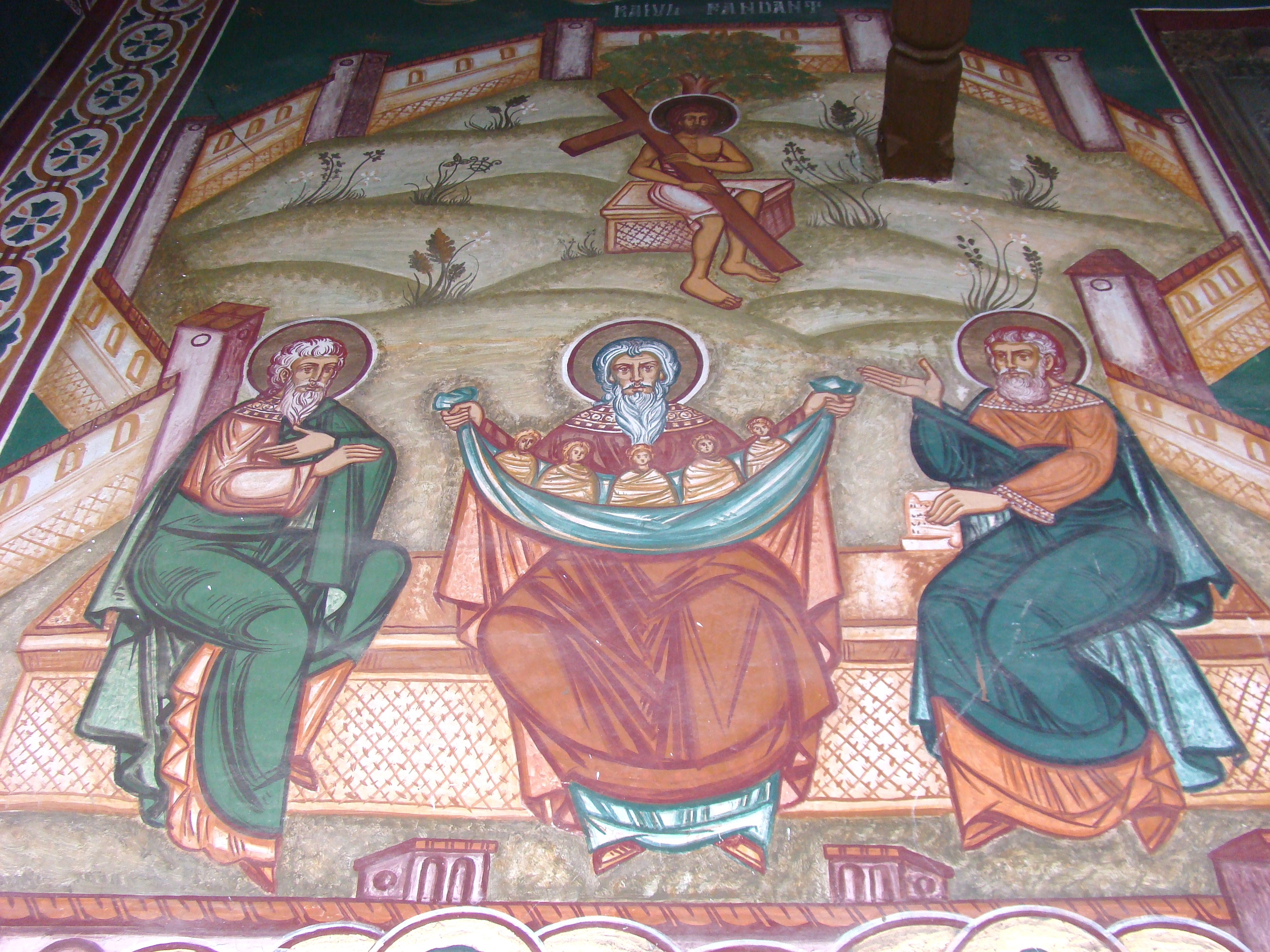
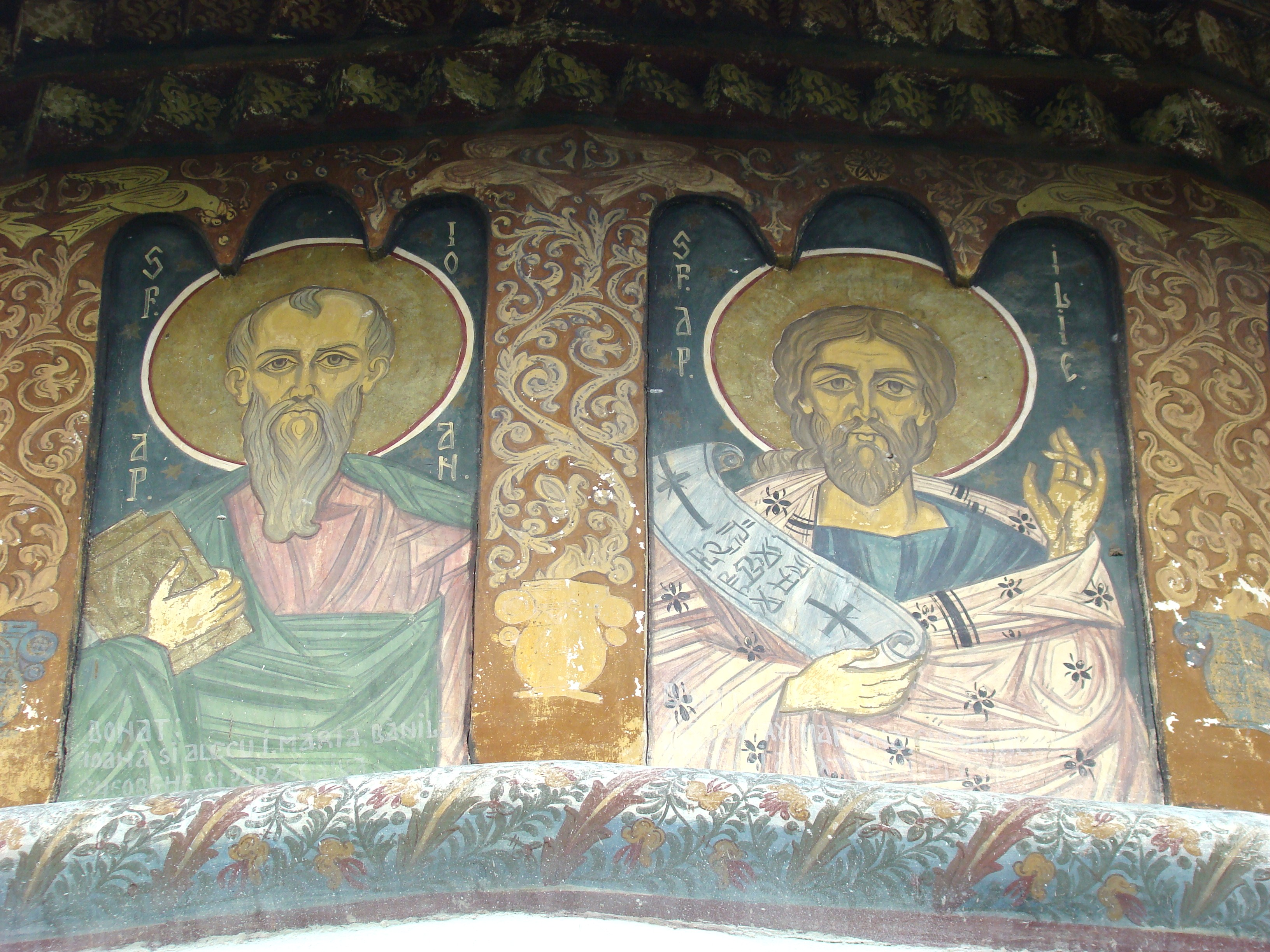
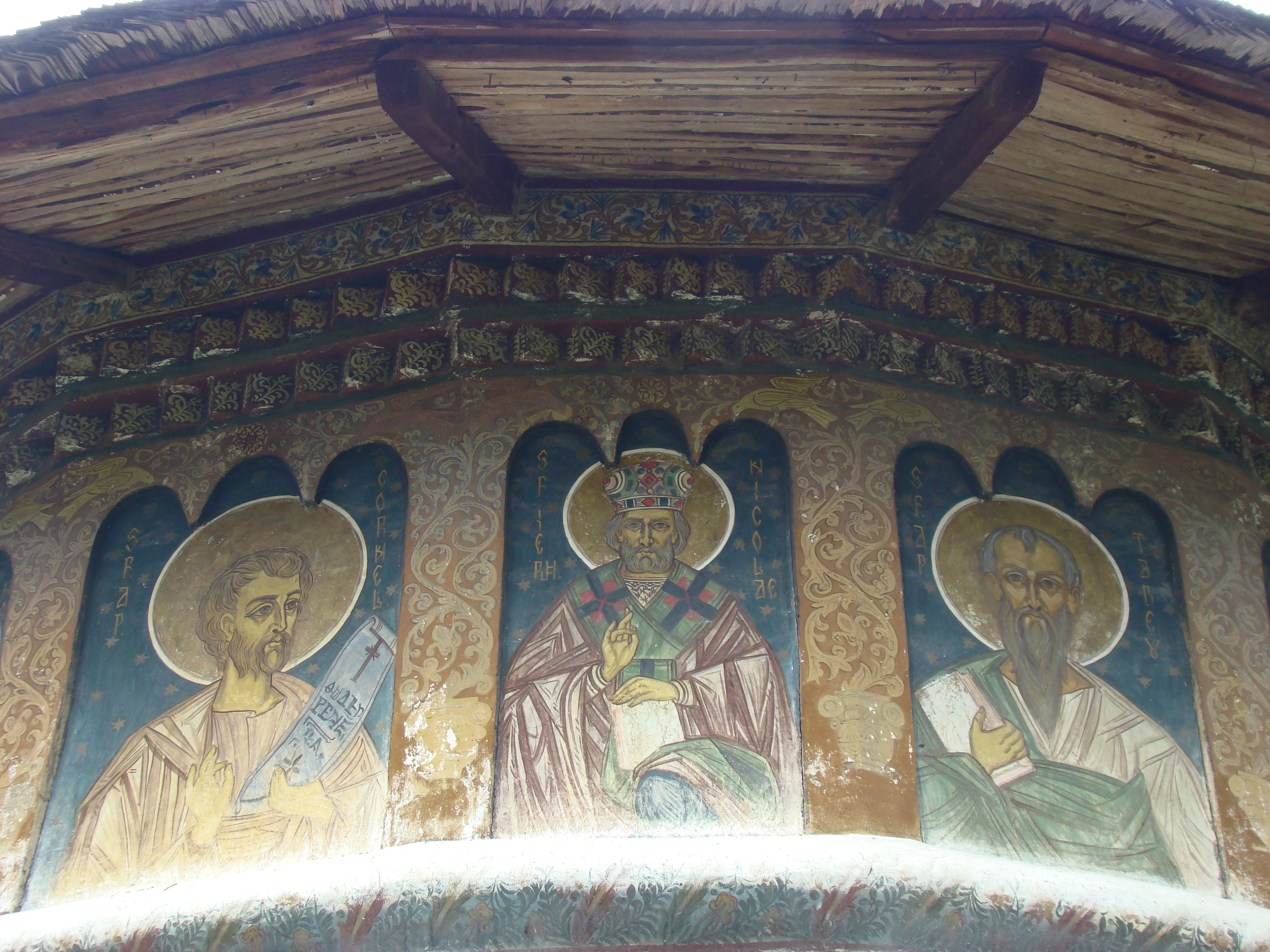
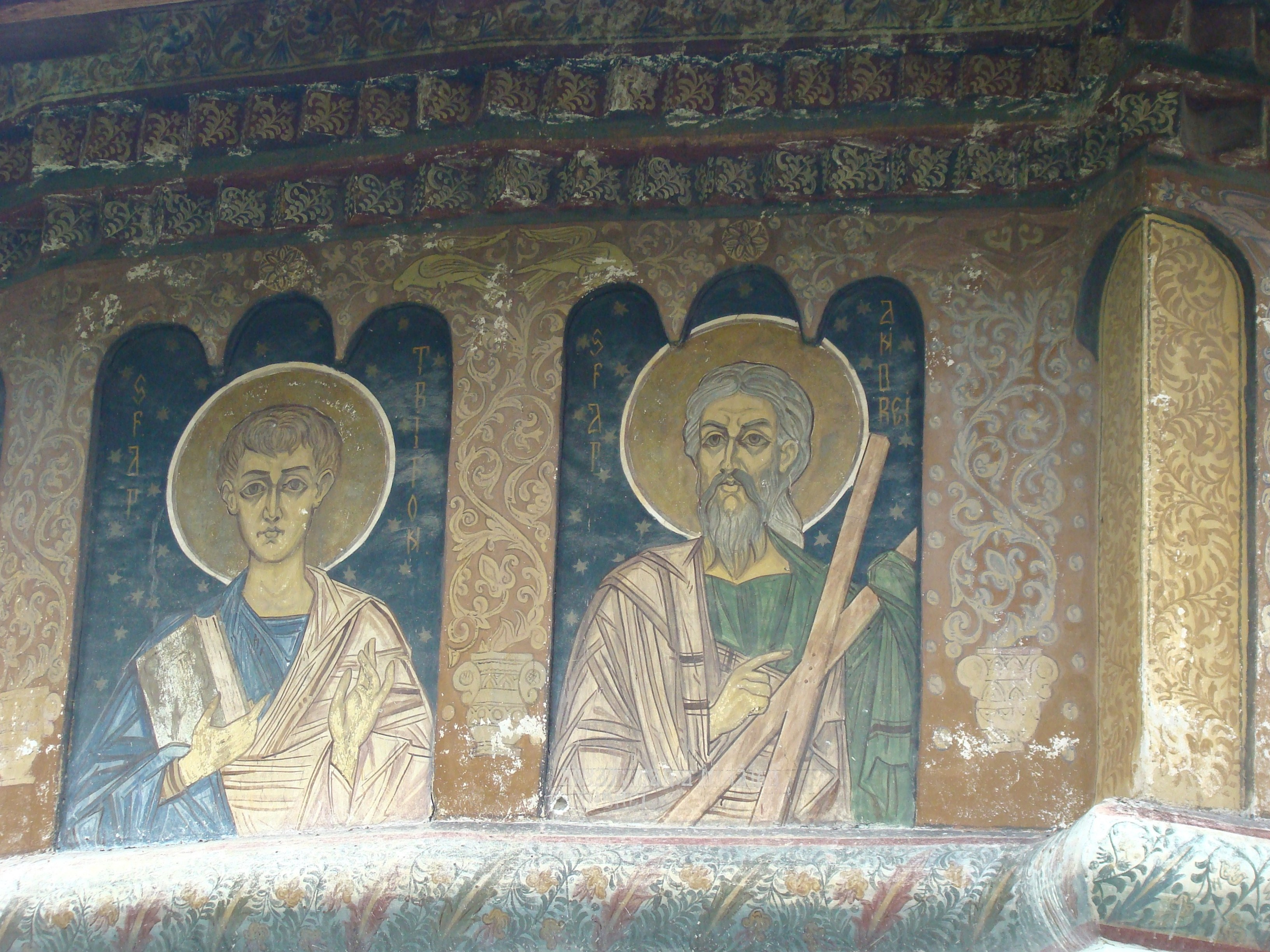
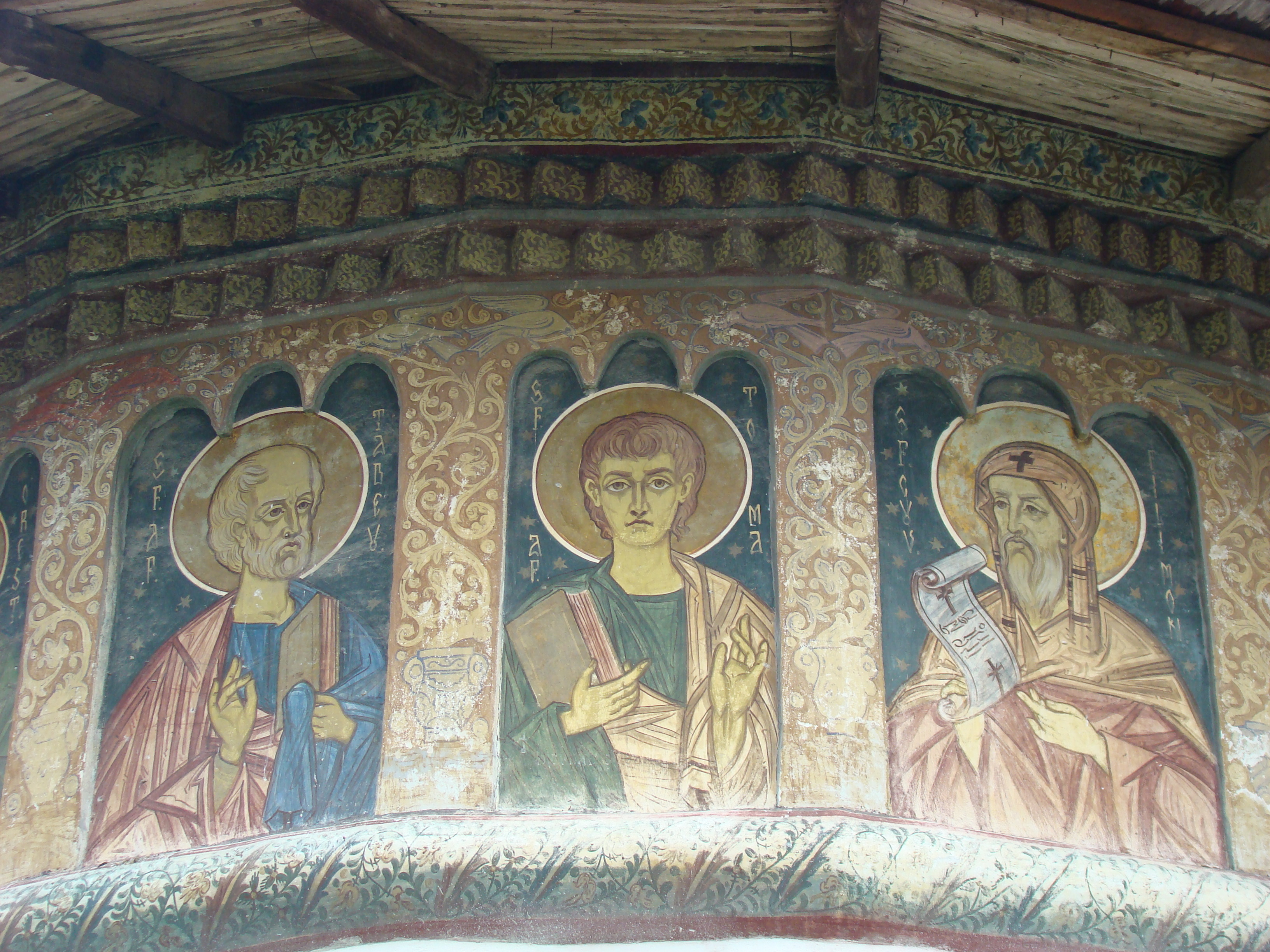
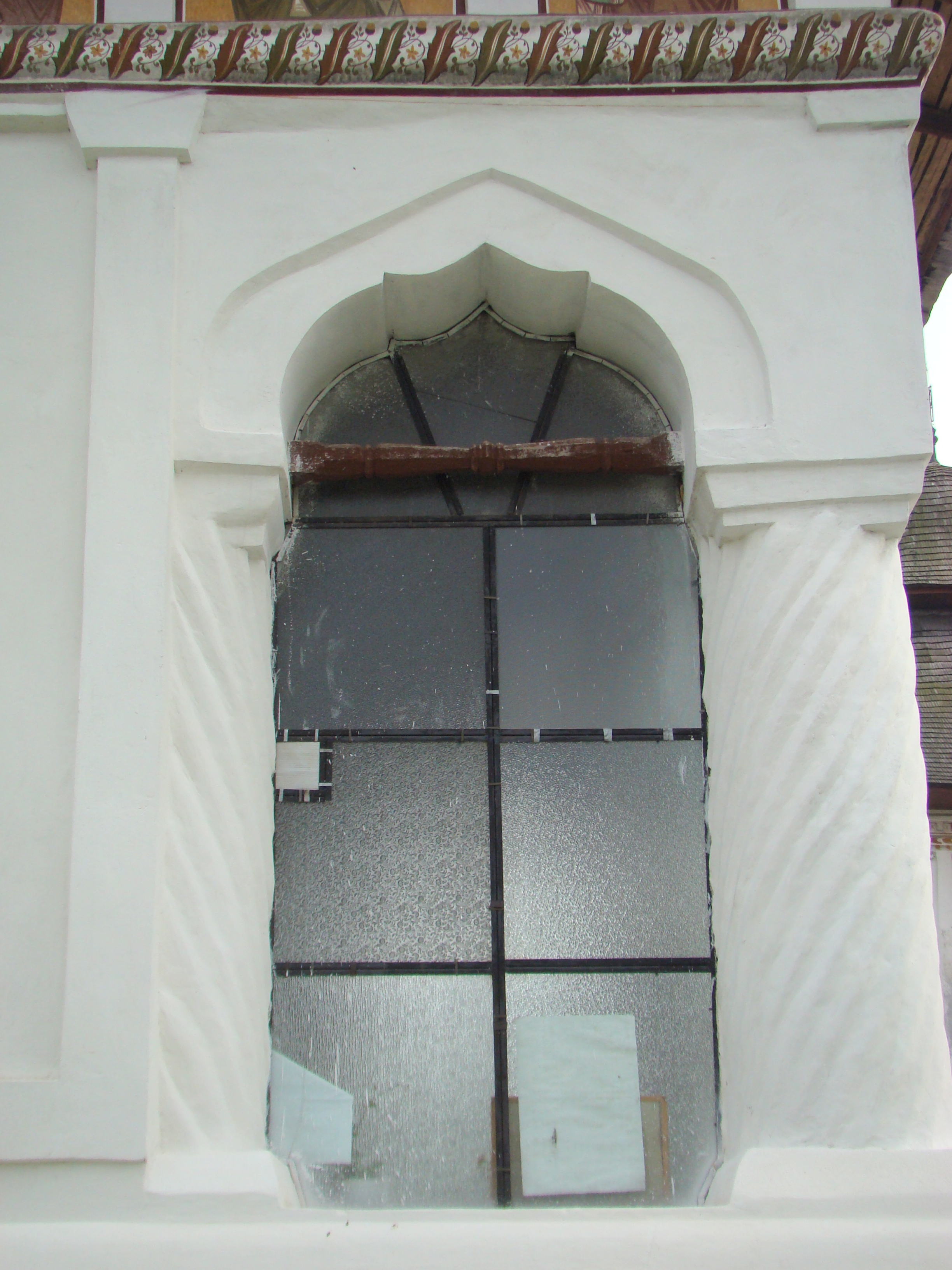
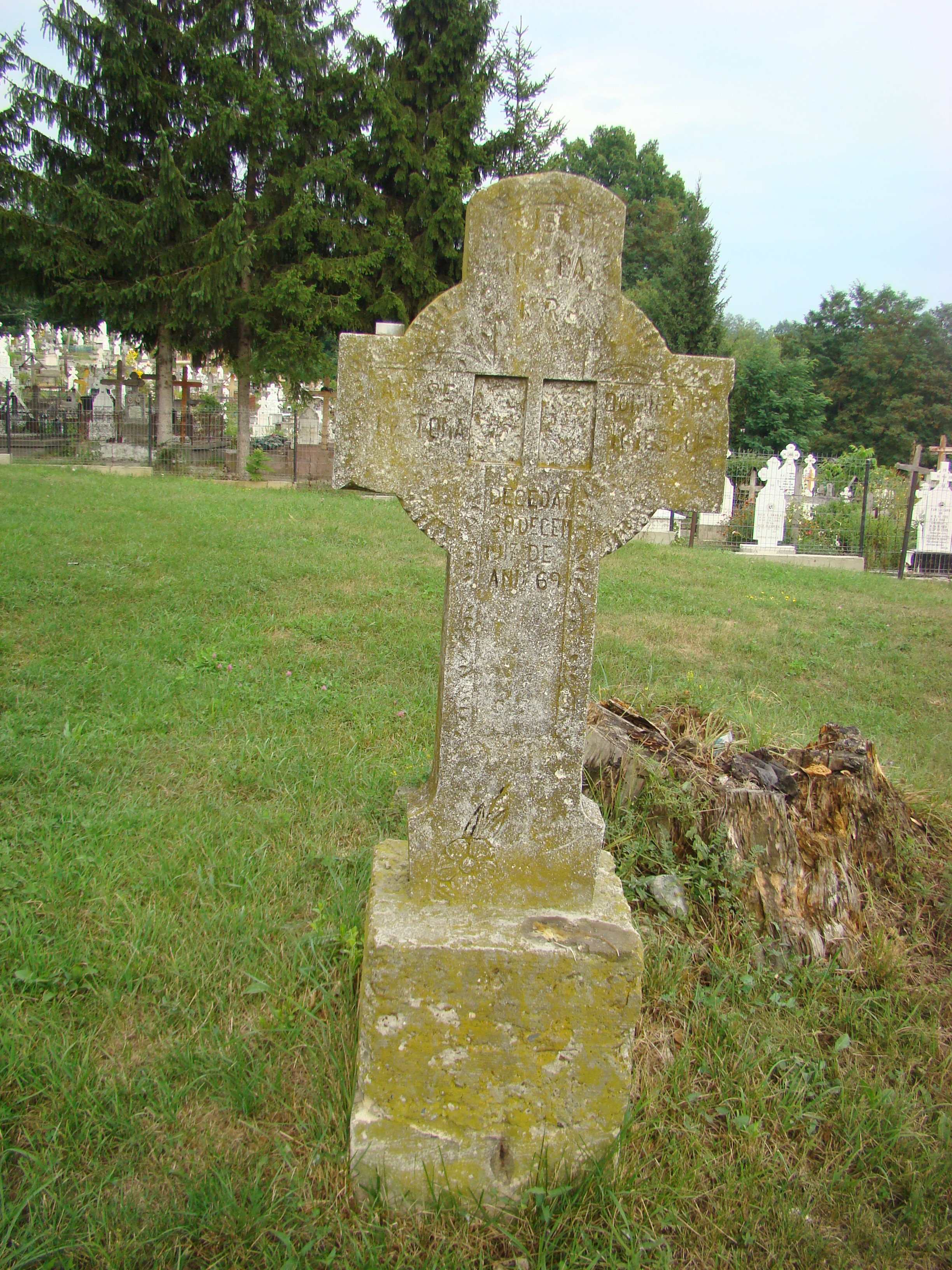
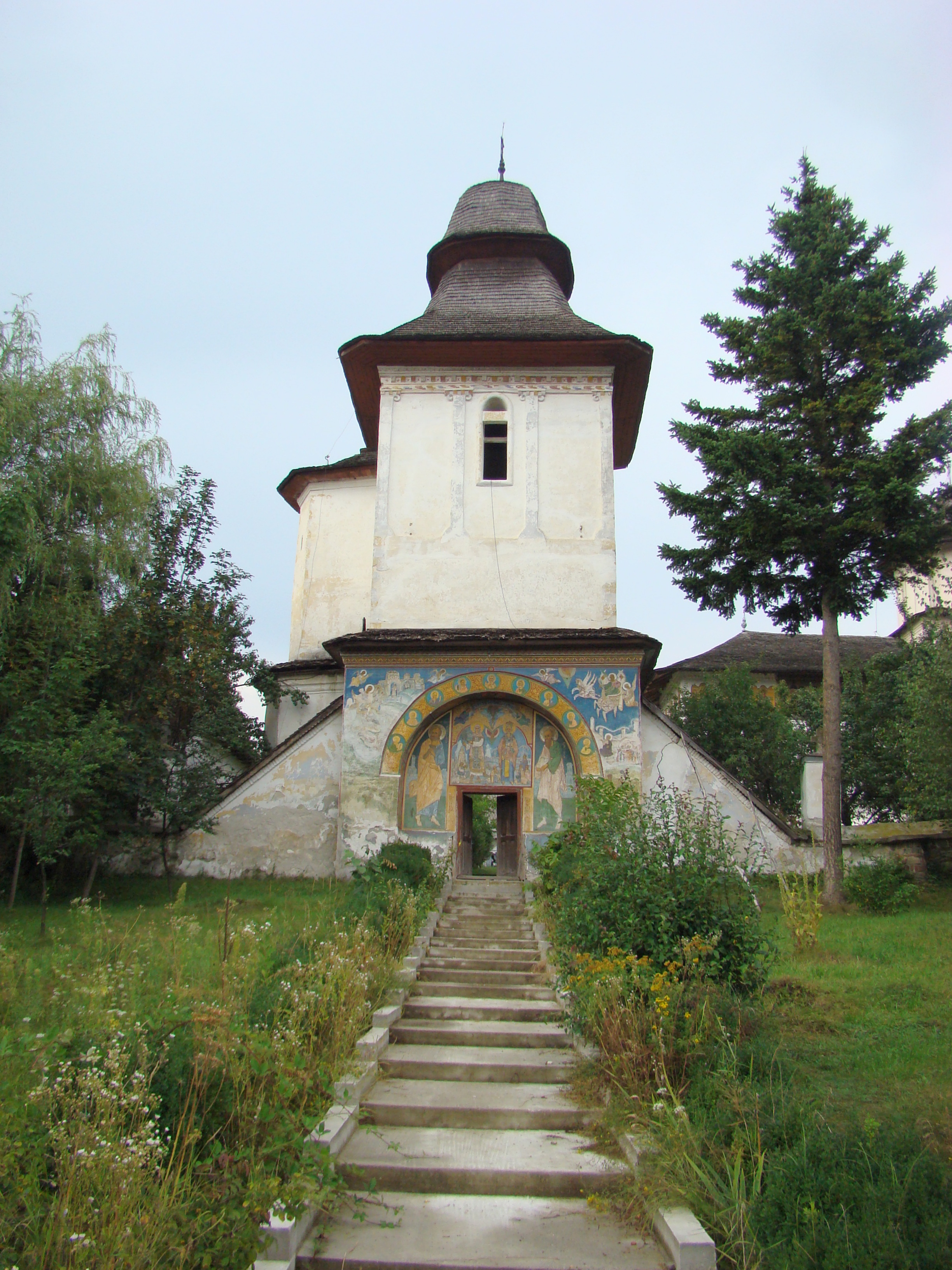
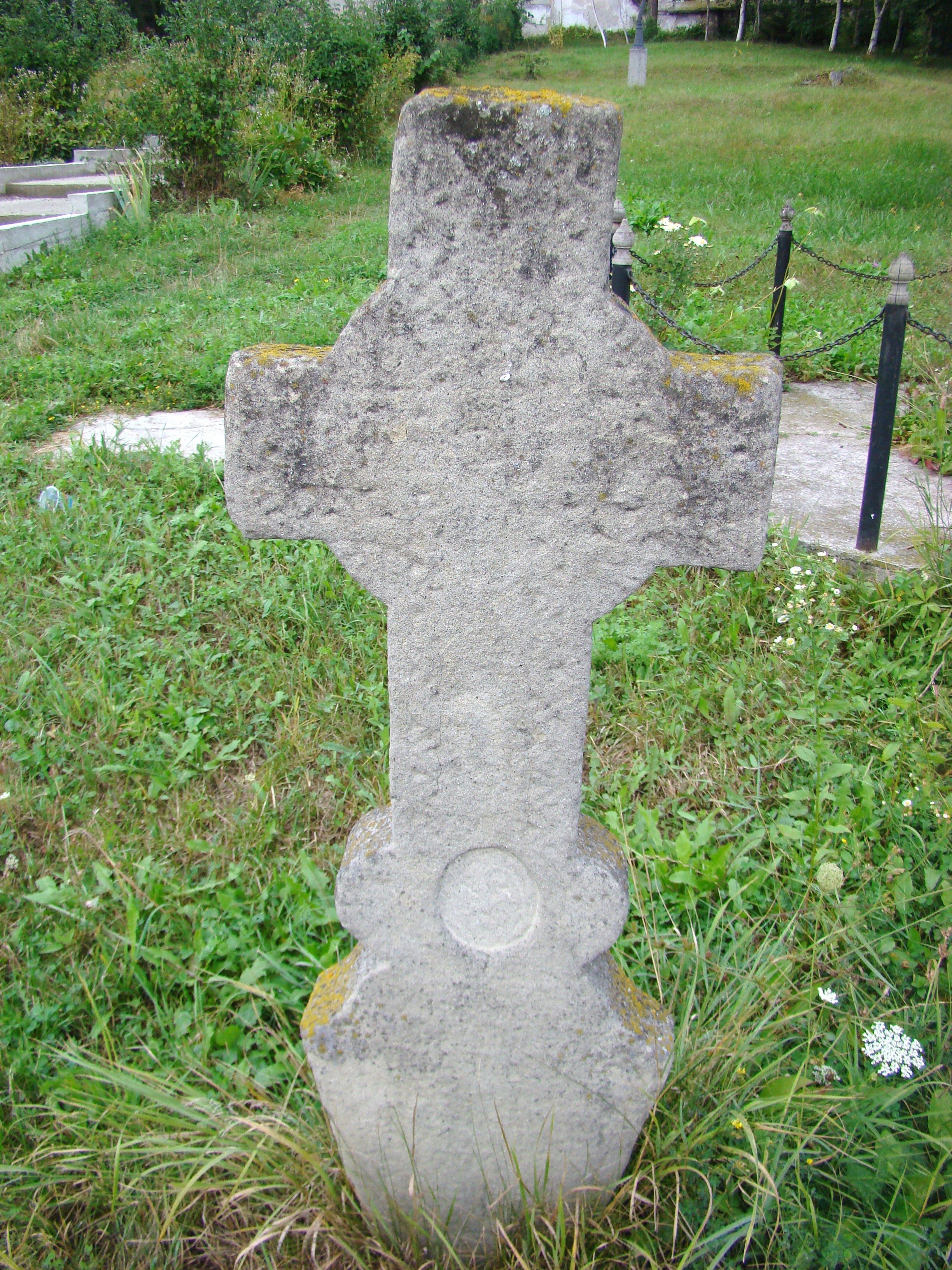
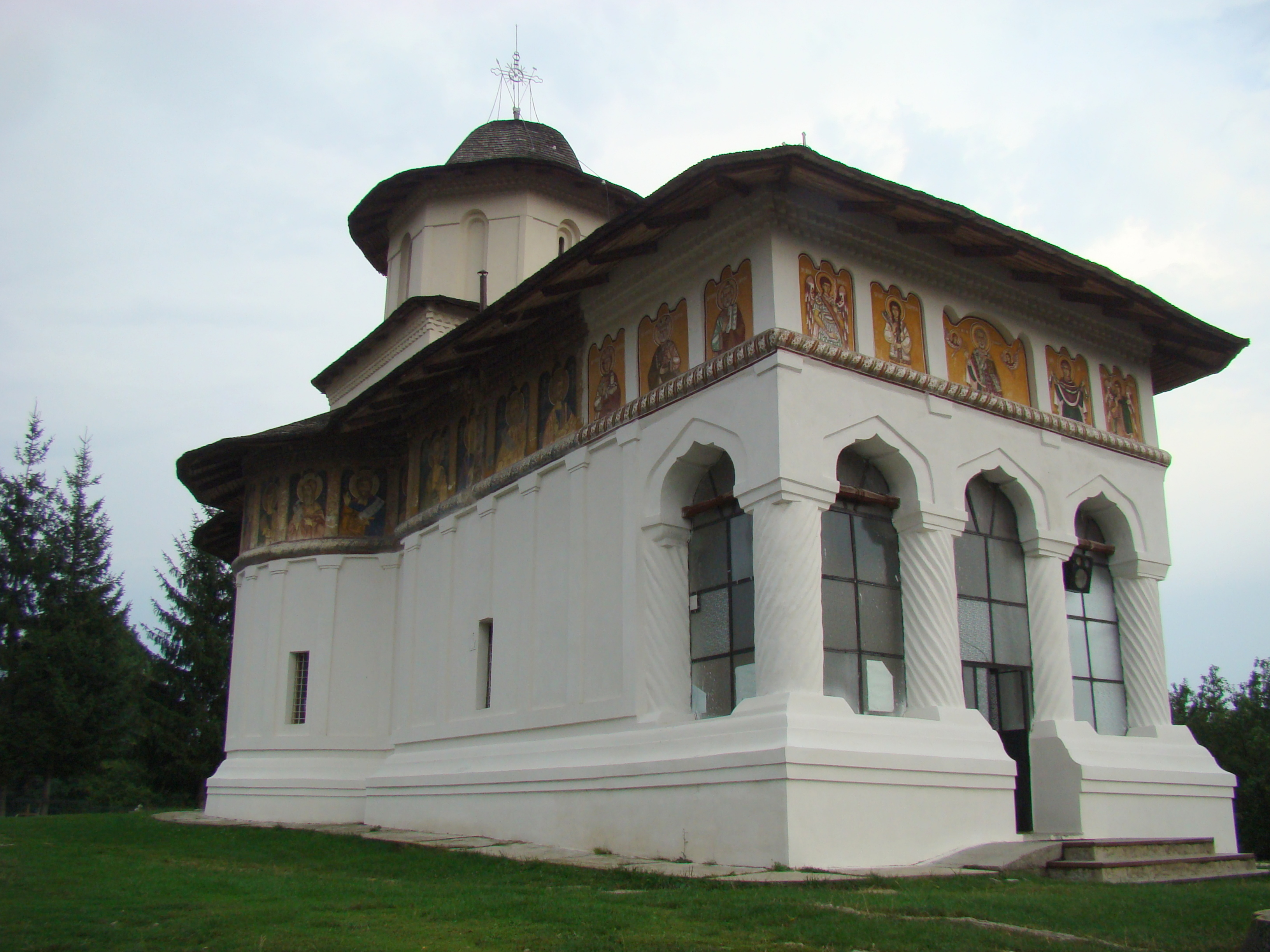